# Campeonato Descentralizado 1977
El Campeonato Descentralizado 1977 fue la quincuagésima primera edición de la Primera División del Perú y la decimosegunda bajo el formato del Torneo Descentralizado, jugado con dieciséis equipos. La organización, control y desarrollo del torneo estuvo a cargo de la Asociación Deportiva de Fútbol Profesional (ADFP), bajo la supervisión de la Federación Peruana de Fútbol (FPF). 
El campeón nacional fue Alianza Lima y el goleador del torneo fue Freddy Ravello con 27 anotaciones.

## Sistema de competición
El Descentralizado 1977 se jugó con 16 equipos. 
La temporada se dividió en 3 etapas.
- Torneo Interzonal o Torneo Preliminar: Los 16 equipos fueron divididos en 2 grupos de 8 equipos c/u (Grupo A y Grupo B), y se enfrentarían entre sí en partidos de ida y vuelta. Y el primero de cada Grupo clasificaba automáticamente a la liguilla final.
- Torneo Descentralizado: Los 16 equipos se enfrentarían entre sí en partidos de ida y vuelta. Y los 4 primeros más los 2 ya clasificados pasaban automáticamente a la liguilla final.
- Grupo Final o Liguilla: Los 6 equipos que clasificaron para la Fase Final se enfrentarían entre sí en partidos de ida y vuelta. Y el que más puntos obtuviese al final de la última fase se consagraría campeón.

Los dos equipos que terminen en los dos últimos lugares (el penúltimo y el último) se enfrentarán entre sí en 2 partidos de ida y vuelta, y el equipo que obtenga menos puntos, desciende automáticamente a la Copa Perú 1978. En caso de quedar igualados en puntos, se irán a un tercer partido, y el perdedor de dicho encuentro desciende automáticamente a la Copa Perú 1978.
Cienciano y Deportivo Municipal definieron el descenso en un Tercer Partido en cancha neutral, luego de que c/u ganase su partido en condición de local. Al final, Cienciano descendería a la Copa Perú 1978.
El campeón y el subcampeón Clasificaban automáticamente a la Copa Libertadores 1978.
Se otorgaban 2 puntos por partidos ganados, 1 puntos por partidos empatados y 0 puntos por partidos perdidos.

## Ascensos y descensos
| Posición | Ascendido de la Copa Perú 1976 |
| -------- | ------------------------------ |
| 1º       | Coronel Bolognesi              |

| Posición | Descendido del Descentralizado 1976 |
| -------- | ----------------------------------- |
| 16º      | Carlos A. Mannucci                  |

## Equipos participantes
- Alfonso Ugarte.
- Alianza Lima.
- Atlético Chalaco.
- Cienciano.
- CNI.
- Coronel Bolognesi.
- Defensor Lima.
- Deportivo Junín.
- Deportivo Municipal.
- Juan Aurich.
- León de Huánuco.
- Melgar.
- Sport Boys.
- Sporting Cristal.
- Unión Huaral.
- Universitario.

## Torneo Interzonal

### Grupo A
| Pos. | Equipos          | PJ | PG | PE | PP | GF | GC | Dif. | Pts. |
| ---- | ---------------- | -- | -- | -- | -- | -- | -- | ---- | ---- |
| 1    | Alianza Lima     | 16 | 10 | 2  | 4  | 35 | 25 | +10  | 22   |
| 2    | CNI              | 16 | 7  | 7  | 2  | 30 | 20 | +10  | 21   |
| 3    | Sport Boys       | 16 | 7  | 6  | 3  | 31 | 23 | +8   | 20   |
| 4    | Sporting Cristal | 16 | 7  | 4  | 5  | 29 | 24 | +5   | 18   |
| 5    | Deportivo Junín  | 16 | 6  | 4  | 6  | 26 | 23 | +3   | 16   |
| 6    | Melgar           | 16 | 6  | 3  | 7  | 14 | 22 | -8   | 15   |
| 7    | Alfonso Ugarte   | 16 | 5  | 3  | 8  | 21 | 25 | -4   | 13   |
| 8    | Defensor Lima    | 16 | 1  | 2  | 13 | 19 | 42 | -23  | 4    |

|  | Clasificado a la Liguilla Final 1977. |

### Grupo B
| Pos. | Equipos           | PJ | PG | PE | PP | GF | GC | Dif. | Pts. |
| ---- | ----------------- | -- | -- | -- | -- | -- | -- | ---- | ---- |
| 1    | Coronel Bolognesi | 16 | 7  | 5  | 4  | 17 | 10 | +7   | 19   |
| 2    | Unión Huaral      | 16 | 6  | 7  | 3  | 18 | 12 | +6   | 19   |
| 3    | Juan Aurich       | 16 | 6  | 7  | 3  | 18 | 13 | +5   | 19   |
| 4    | Universitario     | 16 | 7  | 4  | 5  | 16 | 15 | +1   | 18   |
| 5    | Atlético Chalaco  | 16 | 5  | 6  | 5  | 21 | 19 | +2   | 16   |
| 6    | León de Huánuco   | 16 | 5  | 4  | 7  | 15 | 15 | 0    | 14   |
| 7    | Municipal         | 16 | 3  | 5  | 8  | 18 | 23 | -5   | 11   |
| 8    | Cienciano         | 16 | 3  | 5  | 8  | 12 | 28 | -16  | 11   |

|  | Clasificado a la Liguilla Final 1977. |

## Torneo Descentralizado
| Pos. | Equipos             | PJ | PG | PE | PP | GF | GC | Dif. | Pts. |
| ---- | ------------------- | -- | -- | -- | -- | -- | -- | ---- | ---- |
| 1    | CNI                 | 30 | 14 | 11 | 5  | 39 | 26 | +13  | 39   |
| 2    | Melgar              | 30 | 13 | 13 | 4  | 38 | 27 | +11  | 39   |
| 3    | Sporting Cristal    | 30 | 14 | 9  | 7  | 52 | 28 | +24  | 37   |
| 4    | Alianza Lima        | 30 | 13 | 11 | 6  | 59 | 40 | +19  | 37   |
| 5    | Universitario       | 30 | 11 | 10 | 9  | 44 | 40 | +4   | 32   |
| 6    | Coronel Bolognesi   | 30 | 11 | 9  | 10 | 33 | 33 | 0    | 31   |
| 7    | Sport Boys          | 30 | 13 | 5  | 12 | 37 | 48 | -11  | 31   |
| 8    | Atlético Chalaco    | 30 | 9  | 11 | 10 | 43 | 40 | +3   | 29   |
| 9    | Unión Huaral        | 30 | 9  | 10 | 11 | 44 | 53 | -9   | 28   |
| 10   | Deportivo Junín     | 30 | 10 | 8  | 12 | 41 | 53 | -12  | 28   |
| 11   | Defensor Lima       | 30 | 9  | 8  | 13 | 48 | 52 | -4   | 26   |
| 12   | Alfonso Ugarte      | 30 | 9  | 8  | 13 | 43 | 47 | -4   | 26   |
| 13   | Juan Aurich         | 30 | 7  | 12 | 11 | 31 | 37 | -6   | 26   |
| 14   | León de Huánuco     | 30 | 10 | 6  | 14 | 35 | 47 | -12  | 26   |
| 15   | Deportivo Municipal | 30 | 7  | 10 | 13 | 36 | 46 | -10  | 24   |
| 16   | Cienciano           | 30 | 6  | 9  | 15 | 21 | 37 | -16  | 21   |

|  | Clasificado a la Liguilla Final 1977. |
|  | Relegado a jugar la Promoción 1977.   |

## Promoción
| Pos. | Equipos             | PJ | PG | PE | PP | GF | GC | Dif. | Pts. |
| ---- | ------------------- | -- | -- | -- | -- | -- | -- | ---- | ---- |
| 15   | Deportivo Municipal | 3  | 2  | 0  | 1  | 5  | 3  | +2   | 4    |
| 16   | Cienciano           | 3  | 1  | 0  | 2  | 3  | 5  | -2   | 2    |

|  | Descendido a la Copa Perú 1978. |

Partidos
| 11 de diciembre de 1977 | Cienciano                    | 2 : 1 | Deportivo Municipal | Estadio Inca Garcilaso de la Vega, Cusco                        |                                                                 |
|                         | Eduardo Riega · José Valenza |       | Julio Argote        | Asistencia: 23.457 espectadores Árbitro(s): Enrique Marín Gallo | Asistencia: 23.457 espectadores Árbitro(s): Enrique Marín Gallo |

| 16 de diciembre de 1977 | Deportivo Municipal                             | 3 : 1 | Cienciano    | Estadio Alejandro Villanueva, Lima                         |                                                            |
|                         | Julio Argote · Augusto Palacios · Germán Leguía |       | José Valenza | Asistencia: 23.457 espectadores Árbitro(s): Néstor Mondría | Asistencia: 23.457 espectadores Árbitro(s): Néstor Mondría |

| 18 de diciembre de 1977 | Deportivo Municipal | 1 : 0 | Cienciano | Estadio Félix Castillo, Chincha                               |                                                               |
|                         | Germán Leguía 41'   |       |           | Asistencia: 18.540 espectadores Árbitro(s): Hernán Silva Arce | Asistencia: 18.540 espectadores Árbitro(s): Hernán Silva Arce |

- Deportivo Municipal se mantiene en la Primera División para el año 1978. En tanto, Cienciano desciende a la Copa Perú 1978, para la misma temporada mencionada.

## Liguilla Final
| Pos. | Equipos           | PJ | PG | PE | PP | GF | GC | Dif. | Pts. |
| ---- | ----------------- | -- | -- | -- | -- | -- | -- | ---- | ---- |
| 1    | Alianza Lima      | 10 | 6  | 3  | 1  | 23 | 10 | +13  | 15   |
| 2    | Sporting Cristal  | 10 | 5  | 2  | 3  | 22 | 12 | +10  | 12   |
| 3    | Coronel Bolognesi | 10 | 4  | 2  | 4  | 12 | 14 | -2   | 10   |
| 4    | Melgar            | 10 | 4  | 1  | 5  | 13 | 15 | -2   | 9    |
| 5    | CNI               | 10 | 2  | 4  | 4  | 10 | 19 | -9   | 8    |
| 6    | Universitario     | 10 | 2  | 2  | 6  | 11 | 11 | 0    | 6    |

|  | Campeón del Descentralizado 1977 Clasificado a la Copa Libertadores 1978.    |
|  | Subcampeón del Descentralizado 1978 Clasificado a la Copa Libertadores 1978. |

Partidos
| Fecha 10 de la Liguilla Final; 22 de enero de 1978 | Alianza Lima                                                    | 4:3 (2:1) | Universitario de Deportes                     | Estadio Alianza Lima, Lima                              |                                                         |
|                                                    | José Velasquez 17' · Teófilo Cubillas 43', 51' · Hugo Sotil 69' | Reporte   | Hugo Palomino 37', 67' · Roberto Zevallos 89' | Asistencia: 35000 espectadores Árbitro(s): Enrique Labó | Asistencia: 35000 espectadores Árbitro(s): Enrique Labó |

|                          |
| Campeón Nacional         |
| Alianza Lima 16.° título |

## Tabla Acumulada
| Pos. | Equipos           | PJ | PG | PE | PP | GF | GC | Dif. | Pts. |
| ---- | ----------------- | -- | -- | -- | -- | -- | -- | ---- | ---- |
| 1    | Alianza Lima (C)  | 40 | 19 | 14 | 7  | 82 | 50 | +32  | 52   |
| 2    | Sporting Cristal  | 40 | 19 | 11 | 10 | 74 | 40 | +34  | 49   |
| 3    | FBC Melgar        | 40 | 17 | 14 | 9  | 51 | 42 | +9   | 48   |
| 4    | CNI               | 40 | 16 | 15 | 9  | 49 | 45 | +4   | 47   |
| 5    | Coronel Bolognesi | 40 | 15 | 11 | 14 | 45 | 47 | -2   | 41   |
| 6    | Universitario     | 40 | 13 | 12 | 15 | 55 | 51 | +4   | 38   |

Nota: Se contabilizan los 40 partidos de la Etapa Descentralizada 1977 y Liguilla Final 1977.
|  | Campeón del Descentralizado 1977 Clasificado a la Copa Libertadores 1978.    |
|  | Subcampeón del Descentralizado 1978 Clasificado a la Copa Libertadores 1978. |

## Goleadores
| Jugador   | Jugador          | Goles | Equipo                    |
| --------- | ---------------- | ----- | ------------------------- |
| Peruano   | Freddy Ravello   | 27    | Alianza Lima              |
| Peruano   | Oswaldo Ramírez  | 24    | Sporting Cristal          |
| Peruano   | Teófilo Cubillas | 23    | Alianza Lima              |
| Peruano   | Bernabé Navarro  | 21    | CNI                       |
| Peruano   | Hugo Sotil       | 17    | Alianza Lima              |
| Peruano   | Percy Vílchez    | 16    | Universitario de Deportes |
| Peruano   | José Vásquez     | 16    | Coronel Bolognesi         |
| Peruano   | Alejandro Luces  | 15    | Unión Huaral              |
| Peruano   | José Leyva       | 14    | FBC Melgar                |
| Peruano   | Mariano Loo      | 14    | Sport Boys                |
| Peruano   | Hugo Palomino    | 13    | Universitario de Deportes |
| Peruano   | César Echeandía  | 13    | Deportivo Junín           |
| Peruano   | David Zuluaga    | 12    | Universitario de Deportes |
| Argentino | Héctor Assan     | 12    | Coronel Bolognesi         |
| Peruano   | Félix Suárez     | 12    | Atlético Chalaco          |
| Argentino | Mario Marzona    | 12    | Deportivo Municipal       |
| Peruano   | Walter Potozén   | 12    | Alfonso Ugarte            |